# Skip Cutting
Harry Warren „Skip“ Cutting (* 9. Juni 1946 in Indianapolis) ist ein ehemaliger US-amerikanischer Radrennfahrer und nationaler Meister im Radsport.

## Sportliche Laufbahn
Cutting war im Bahnradsport und im Straßenradsport aktiv. Er war Teilnehmer der Olympischen Sommerspiele 1964 in Tokio. In der Einerverfolgung gewann er seinen Vorlauf, schied er in der Qualifikation dennoch über die gefahrenen Zeit aus.
Er war auch Teilnehmer der Olympischen Sommerspiele 1968 in Mexiko-Stadt. In der Mannschaftsverfolgung kam das Team mit David Chauner, Skip Cutting, Steve Maaranen und John Vande Velde nicht über die Qualifikation hinaus. Bei den Spielen 1972 war er Ersatzfahrer, kam aber nicht zum Einsatz.
Bei den Panamerikanischen Spielen 1967 in Winnipeg holte er die Bronzemedaille in der Mannschaftsverfolgung. Cutting wurde 1965 nationaler Meister in der Einerverfolgung und belegte 1967 den zweiten Platz. 1970 gewann er den Titel im Punktefahren. Auf der Straße gewann er einige Eintagesrennen in den USA. 2002 wurde er in die United States Bicycling Hall of Fame aufgenommen.

## Berufliches
Cutting war US-amerikanischer Sprint-Nationaltrainer von 1989 bis 1990. Von 1992 bis 1998 war er außerdem Trainer des Mitarbeiterteams Team EDS. Cutting schloss 1970 sein Studium an der Cal State University in San Bernardino ab. Anschließend absolvierte er ein Studium der Trainingsphysiologie und arbeitete später auf dem Gebiet der Herzphysiologie.